# Bibi Titi Mohammed
Bibi Titi Mohammed (* 1926 in Dar es Salaam; † 5. November 2000 in Johannesburg) war eine Bürgerrechtlerin und Politikerin aus Tansania.

## Leben

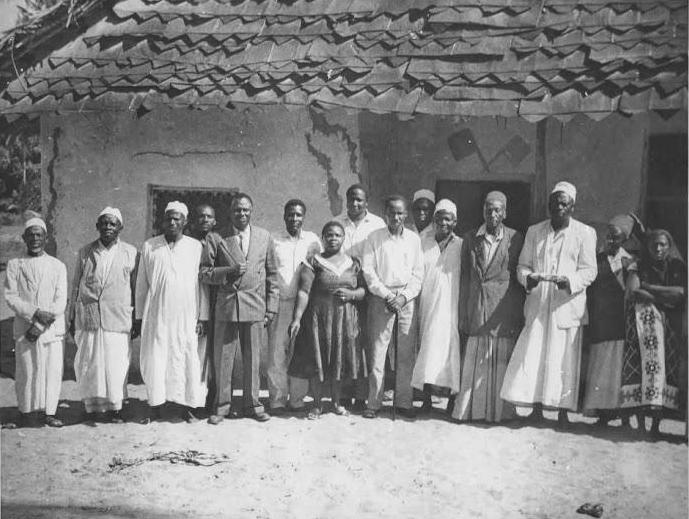
TANU-Mitglieder, Bildmitte: Bibi Titi Mohammed und Julius Nyerere

Bibi Mohammed wurde 1926 als Tochter einer muslimischen Arbeiterfamilie in Dar es Salaam geboren und besuchte in ihrer Kindheit eine Koranschule. Nach ihrer ersten Heirat (mit 14 Jahren) lebte sie zunächst sehr zurückgezogen als Hausfrau und bekam ihr erstes Kind (eine Tochter).
Durch einen gemeinsamen Bekannten wurde sie mit Julius Nyerere bekannt gemacht, der in Bibi das Interesse an Politik erweckte. Sie teilte die politischen Ideale Nyereres und wurde 1955 auf dessen Wunsch hin Organisatorin der Frauenarbeit, später auch Gründungsmitglied der Tanganyika African National Union (TANU). Während der politischen Auseinandersetzungen konnten Frauen in dieser Zeit deutlicher ihre Meinung vertreten, da ihre Männer, meist aus Sorge um Arbeitsplatzverlust, den politischen Veranstaltungen fernblieben.
Auf meist unkonventionellen Wegen – beispielsweise durch das Organisieren von Tanzkursen und Haushaltsberatungen – konnte Bibi als Propagandistin die einfache Bevölkerung und hier besonders Frauen und Muslime zur Wahl der TANU-Partei motivieren. Allein Bibi gelang es in einer dreimonatigen Werbekampagne über 5000 Frauen als Parteimitglieder der TANU in Dar es Saalam anzuwerben.  Im späteren Wahlkampf übernahm Bibi, die wegen ihrer auffälligen Oberweite im Volk meist nur „Titi“ genannt wurde, diesen Necknamen. Ihre so noch mehr gesteigerte Bekanntheit in der Bevölkerung und der beträchtliche Einfluss auf das Wahlverhalten der Frauen verschafften ihr einen kometenhaften Aufstieg in der TANU-Partei, sie wurde nach der Erlangung der Unabhängigkeit von Nyerere in sein Kabinett als Ministerin für Familie und Frauenangelegenheiten berufen. In dieser Funktion konnte sie energisch für die weitere Emanzipation der afrikanischen Frauen kämpfen.
Der Erfolg Bibi Titi Mohammeds als personifizierte „Frau aus dem Volke“ nutzte ihr in den folgenden Jahren kaum noch. Mit der Regierungsarbeit überfordert, wurde sie mehr und mehr in politische Intrigen verwickelt und verlor 1965 ihren Sitz im Parlament.
 1967 übte sie massive Kritik an der von Nyerere autokratisch geprägten Politik und trat aus Protest aus dem Führungszirkel der TANU aus. Damit hatte sie den Zorn der Führungselite auf sich gezogen. Bei einer politischen Säuberungswelle wurde Bibi Titi Mohammed verhaftet, als eine der prominentesten Personen im Oktober 1969 als Hochverräterin angeklagt und nach 127 Verhandlungstagen vom Gericht zu einer lebenslangen Haftstrafe verurteilt. Dieser Schauprozess zerstörte ihr Privatleben, ihre Familie distanzierte sich öffentlich, ihr damaliger Mann erwirkte die Scheidung.
Nach dem Fall dieser charismatischen Bürgerrechtlerin verschlechterte sich auch Nyereres Ansehen in der Bevölkerung, im April 1972 begnadigte der Staatspräsident die gebrochene Frau und wandelte ihre Haftstrafe in Hausarrest um, was einer Freilassung gleichkam.
Während eines Aufenthaltes in einem Netcare Hospital in Johannesburg verstarb Bibi Titi Mohammed am 5. November 2000.

## Ehrungen
Als Anerkennung für ihre politische Arbeit wurde eine wichtige Straße im Zentrum Daressalams nach ihr benannt.